# John Milnor
John Milnor (* 20. února 1931, Orange, New Jersey) je americký matematik, známý zásadními příspěvky v diferenciální topologii, K-teorii, dynamických systémech a singulární teorii. Je nositelem Fieldsovy medaile (1962) za objev exotických hladkých struktur na sedmidimenzionální sféře a Abelovy ceny (2011) za průkopnické objevy v topologii, geometrii a algebře.

## Život
Milnor získal bakalářský titul (A.B.) v roce 1951 a doktorát (Ph.D.) v roce 1954 na Princeton University, kde ho vedl Ralph Fox. Působil na Princetonu (1954–1967), poté na několika dalších institucích a od roku 1970 byl členem Institute for Advanced Study v Princetonu. Od roku 1989 je profesorem matematiky a spoludirektorem Institute for Mathematical Sciences na Stony Brook University.

## Dílo
Milnorova raná práce v diferenciální topologii vedla k objevu, že sedmidimenzionální sféra může mít více než jednu hladkou strukturu, což vedlo k rozvoji celé oblasti exotických sfér. Spolu s Michelem Kervairem určil, že orientovaných hladkých struktur na \(S^7\) existuje 28.
V K-teorii formuloval definici, dnes známou jako Milnorova K-teorie, a přispěl k teorii charakteristických tříd. V teorii dynamických systémů se zabýval zejména nízkorozměrnou a holomorfní dynamikou, mimo jiné s Williamem Thurstonem rozvinul kneading theory.
V singulární teorii zavedl pojmy Milnorova fibrace a Milnorovo číslo, které popisují topologii okolí izolovaných singularit holomorfních funkcí.

## Ocenění
- Fieldsova medaile (1962)
- National Medal of Science (1966; předáno 6. února 1967)[7]
- Wolfova cena za matematiku (1989)[8]
- Abelova cena (2011)[9]
- Lomonosovova zlatá medaile (2020)

## Vybrané publikace
- Morse Theory (1963)
- Lectures on the h-Cobordism Theorem (1965)
- Singular Points of Complex Hypersurfaces (1968)
- Characteristic Classes (spolu s J. Stasheffem) (1974)
- Dynamics in One Complex Variable (2006, 3. vydání)

## Eponymie
K pojmům pojmenovaným po Milnorovi patří například Milnorova sféra, Milnorovo číslo, Milnorova fibrace, Milnorova K-teorie, Švarc–Milnorovo lemma nebo Milnor–Thurstonova teorie.